# Lettlands demografi
Lettlands demografi övervakas av Centrālā statistikas pārvalde. Lettlands befolkning var 1 883 700 den 1 juni 2021, vilket gör landet till det 39:e folkrikaste landet i Europa efter Nordmakedonien, liksom det 147:e mest folkrika landet i världen. Den summerade fruktsamheten var 1,61 barn per kvinna år 2019, vilket är långt under ersättningsgraden på 2,1.

## Historik
Lettland har historiskt befolkats av flera olika folkgrupper, som talade olika språk. Bland vilka märks ashkenaziska judar, balttyskar, belarusier, letter, liver och ryssar. Större befolkningsomflyttningar skedde under 1900-talet, när balttyskar emigrerade från Lettland och i stället kom att bosätta sig i Tyskland. Ryssar och judar utgjorde de största minoriteterna följt av balttyskar. Vid folkräkningen 1935 utgjorde den balttyska minoriteten 62 144, eller 3,2 procent av befolkningen. 1939 lämnade 50 000, och två år senare följde ytterligare 11 000 balttyskar.
Efter andra världskrigets slut fram till självständigheten från Sovjetunionen 1991 var den ryska invandringen omfattande. Vid självständigheten utgjorde den etniskt lettiska befolkningen omkring 50 %. Sedan 1991 har många ryssar utvandrat och andelen letter har därmed ökat till omkring två tredjedelar under 2020-talet.